# موسينا
موسينا هي بلدة، في جنوب أفريقيا، تقع في Musina Local Municipality ‏ ، وهي عاصمتها، بلغ عدد سكانها 42,678 نسمة وذلك حسب إحصائيات سنة 2011، رمزها البريدي هو 0900، و0900.

## المناخ
يظهر الجدول التالي التغييرات المناخية على مدار السنة لموسينا:
| البيانات المناخية لـموسينا        | البيانات المناخية لـموسينا | البيانات المناخية لـموسينا | البيانات المناخية لـموسينا | البيانات المناخية لـموسينا | البيانات المناخية لـموسينا | البيانات المناخية لـموسينا | البيانات المناخية لـموسينا | البيانات المناخية لـموسينا | البيانات المناخية لـموسينا | البيانات المناخية لـموسينا | البيانات المناخية لـموسينا | البيانات المناخية لـموسينا | البيانات المناخية لـموسينا |
| الشهر                             | يناير                      | فبراير                     | مارس                       | أبريل                      | مايو                       | يونيو                      | يوليو                      | أغسطس                      | سبتمبر                     | أكتوبر                     | نوفمبر                     | ديسمبر                     | المعدل السنوي              |
| --------------------------------- | -------------------------- | -------------------------- | -------------------------- | -------------------------- | -------------------------- | -------------------------- | -------------------------- | -------------------------- | -------------------------- | -------------------------- | -------------------------- | -------------------------- | -------------------------- |
| متوسط درجة الحرارة الكبرى °م (°ف) | 33 (91)                    | 32 (90)                    | 31 (88)                    | 30 (86)                    | 28 (82)                    | 25 (77)                    | 25 (77)                    | 27 (81)                    | 29 (84)                    | 31 (88)                    | 32 (90)                    | 32 (90)                    | 30 (85)                    |
| متوسط درجة الحرارة الصغرى °م (°ف) | 21 (70)                    | 21 (70)                    | 19 (66)                    | 16 (61)                    | 12 (54)                    | 8 (46)                     | 8 (46)                     | 10 (50)                    | 14 (57)                    | 17 (63)                    | 19 (66)                    | 20 (68)                    | 15 (60)                    |
| الهطول مم (إنش)                   | 61 (2.4)                   | 65 (2.6)                   | 42 (1.7)                   | 26 (1.0)                   | 12 (0.5)                   | 4 (0.2)                    | 1 (0.0)                    | 2 (0.1)                    | 15 (0.6)                   | 33 (1.3)                   | 55 (2.2)                   | 56 (2.2)                   | 372 (14.6)                 |
| متوسط أيام هطول الأمطار           | 8                          | 8                          | 5                          | 4                          | 2                          | 2                          | 2                          | 1                          | 3                          | 5                          | 7                          | 9                          | 55                         |
| المصدر: World Climate Guide       |                            |                            |                            |                            |                            |                            |                            |                            |                            |                            |                            |                            |                            |

## أعلام
- لوفمور إندو